# Jean-Paul Abalo
Jean-Paul Abalo Yaovi (* 26. Juni 1975 in Lomé) ist ein ehemaliger togoischer Fußballspieler.
Der Verteidiger sollte zunächst nach dem Willen seiner Eltern eine Laufbahn im höheren Verwaltungsdienst einschlagen, bei einem Turnier mit der Jugendnationalmannschaft wurde er aber von französischen Talentspähern entdeckt. Er spielte zunächst in Frankreich beim LB Châteauroux, wechselte dann zum Amiens SC (für den er 10 Jahre lang antrat) und später zum viertklassigen USL Dunkerque. Um aber wieder höherklassig zu spielen, nahm er Anfang 2006 ein Angebot von APOEL Nikosia an.
Nach der Weltmeisterschaft 2006 wechselte er nach Griechenland zu Ethnikos Piräus. Im Sommer 2007 folgte er seinem ehemaligen Nationaltrainer Otto Pfister in den Sudan zu Al Merrikh Khartum.
Er war Kapitän der togoischen Nationalmannschaft und mit 64 Länderspielen ein erfahrener Teilnehmer der Fußball-Weltmeisterschaft 2006.